# Max Planck Institute Luxembourg for International, European and Regulatory Procedural Law
Das Max Planck Institute Luxembourg for International, European and Regulatory Procedural Law (deutsch Max-Planck-Institut Luxemburg für internationales, europäisches und regulatorisches Verfahrensrecht, kurz auch Max-Planck-Institut für Verfahrensrecht) in Luxemburg war eine außeruniversitäre Forschungseinrichtung unter der Trägerschaft der Max-Planck-Gesellschaft. Es bestand von 2012 bis 2023. 
Es war das erste rechtswissenschaftliche Institut der Max-Planck-Gesellschaft außerhalb Deutschlands und wurde vollständig durch das Großherzogtum Luxemburg finanziert. Zum 1. Januar 2024 wurde es als Luxembourg Centre for European Law in die Universität Luxemburg integriert.

## Forschungsthemen und Gliederung des Instituts
Das Institut mit Sitz im Luxemburger Stadtteil Kirchberg wurde im Herbst 2012 auf Bestreben der luxemburgischen Regierung eingerichtet und am 8. Mai 2013 in Anwesenheit von Großherzog Henri und Premierminister Jean-Claude Juncker feierlich eröffnet. Zum Gründungsdirektor wurde der deutsche Zivilrechtler Burkhard Hess ernannt, zuvor Lehrstuhlinhaber an der Universität Heidelberg. Forschungsschwerpunkte des Instituts waren das Verfahrensrecht und „moderne Tendenzen der Streitbeilegung“, die aus drei verschiedenen Perspektiven untersucht werden sollten: aus der Perspektive des Völkerrechts, aus der Sicht des europäischen und vergleichenden Zivilprozessrechts und aus der Perspektive der Regulierung vor allem von Finanzmärkten.
Das Institut gliederte sich in zwei Abteilungen, das Department of International Law and Dispute Resolution unter der Leitung von Hélène Ruiz Fabri und das Department of European and Comparative Procedural Law (Burkhard Hess). Eine geplante dritte Abteilung, die den Fokus auf Finanzmärkte legen sollte, konnte nicht dauerhaft etabliert werden. Zu den auswärtigen wissenschaftlichen Mitgliedern zählten Verica Trstenjak, zuvor Generalanwältin am Europäischen Gerichtshof, und der Jurist und Ökonom Marco Ventoruzzo, der von 2012 bis 2013 auch als Direktor am Institut tätig war.
Das jährliche Budget betrug 12 Mio. Euro. In der ersten Aufbauphase hatte das Institut rund 35 Mitarbeiter, für die Endausbaustufe waren 65 Mitarbeiter vorgesehen. Arbeitssprache war Englisch. Das Institut verfügte über ein Gästeprogramm und seit 2013 über eine „Working Paper Series“.

## Mobbingvorwürfe und Schließung des Instituts
Das Nachrichtenportal BuzzFeed News berichtete im Februar 2020, dass es am Luxemburger Max-Planck-Institut zu Fällen von Mobbing und Willkür gekommen sei. Eine interne Erhebung der Personalvertretung hatte ergeben, dass 23 Prozent der am Institut beschäftigten Mitarbeiter bereits „psychologische Belästigung oder Mobbing“ erfahren hatten; 37 Prozent der Mitarbeiter gaben an, bereits Zeuge solcher Vorfälle gewesen zu sein. Die luxemburgische Gewerkschaft OGBL forderte infolge des Berichtes eine Intervention des luxemburgischen Forschungsministeriums und kritisierte zudem eine Verschwiegenheitsklausel in den Arbeitsverträgen des Instituts, welche gegen luxemburgisches Arbeitsrecht verstoße.
Gegenüber der Frankfurter Allgemeinen Zeitung, die am 13. März 2020 über die Vorkommnisse berichtete, erklärte die Direktion des Instituts, dass neue Mitarbeiter besonders darauf hingewiesen würden, „in einem internationalen Institut aufgrund der verschiedenen kulturellen Prägungen einen entsprechend aufmerksamen und respektvollen Umgang zu pflegen“. Die Max-Planck-Gesellschaft erklärte gegenüber der Zeitung, dass sich „die Direktoren und der Verwaltungsrat einig seien, dass es weiterer Maßnahmen bedarf, um die Situation am MPI für alle Mitarbeiter dauerhaft zu verbessern“.
Ausweislich des luxemburgischen Online-Portals Reporter.lu beschloss die Max-Planck-Gesellschaft im März, eine formelle Ermittlung zu den Vorwürfen, die insbesondere die Direktorin Hélène Ruiz Fabri betrafen, einzuleiten.
Am 20. September 2022 verkündete das Ministerium für Forschung und Hochschulwesen Luxemburg, dass die laufenden Verträge mit der Max-Planck-Gesellschaft nach 2026 nicht mehr verlängert werden sollen und das Institut als Teil der Universität Luxemburg fortbestehen soll. Nachdem mit Hélène Ruiz Fabri, die zum 1. September 2023 als Professorin an die Université Paris 1 Panthéon-Sorbonne zurückkehrte, und Burkhard Hess, der zum 1. Oktober 2023 an die Universität Wien wechselte, beide Direktoren ihre Verträge vorzeitig aufgelöst hatten, wurde das Institut zum Jahresanfang 2024 als interdisziplinäres Zentrum in die Universität Luxemburg überführt. Alle Mitarbeiter und laufenden Forschungsprojekte wurden übernommen.

## International Max Planck Research School
Das Institut war Träger der International Max Planck Research School for Successful Dispute Resolution in International Law, die gemeinsam mit der Universität Heidelberg und dem Heidelberger Max-Planck-Institut für ausländisches öffentliches Recht und Völkerrecht organisiert wurde.

## Max Planck Law
Das Institut war Mitglied des Doktoranden- und Postdoktoranden-Forschungsnetzwerks Max Planck Law, das Veranstaltungen organisiert und die Karriereentwicklung fördert.